# رجب فرامرزی
رجب علی  فرامرزی (زاده ١٣١۴ – درگذشتهٔ ۲۱ مرداد ١۴٠٠) مربی فوتبال اهل ایران و زاده شهر تهران بود. او مربیگری باشگاه فوتبال بانک ملی و باشگاه فوتبال پرسپولیس را برعهده داشته‌است. او دومین سرمربی تاریخ باشگاه پرسپولیس بود. سرانجام در ۲۱ مرداد ۱۴۰۰ در سن ۸۶ سالگی در آلمان درگذشت. او همچنین برای فدراسیون فوتبال آلمان نیز در رده پایه کار کرده‌است.